# Grazer Athletik-Klub
El Grazer AK, també conegut com a GAK, és un club de futbol austríac de la ciutat de Graz.

## Història
El GAK fou fundat el 18 d'agost de 1902 com a Grazer Athletik-Sport Klub. La secció de futbol ha destacat principalment a la dècada 1995 - 2005. El club també té seccions de basquetbol, salts i tennis.

## Palmarès
- 1 Lliga austríaca de futbol: 2004
- 4 Copa austríaca de futbol: 1981, 2000, 2002, 2004
- 2 Supercopa austríaca de futbol: 2000, 2002
- 3 Campionat d'Àustria amateur: 1929, 1932, 1933

## Jugadors destacats
- Rudolf Hiden
- Saleh Selim
- Matjaž Kek (1990 - 1994)
- Aleš Čeh (1992 - 2003)
- Alexander Manninger (1996 - 1997)
- Éric Akoto
- Benedict Akwuegbu
- Emanuel Pogatetz (2003 - 2005)
- Libor Sionko (2004)
- Ross Aloisi